# Le Thillot
Le Thillot är en kommun i departementet Vosges i regionen Grand Est (tidigare regionen Lorraine) i nordöstra Frankrike. Kommunen ligger i kantonen Le Thillot som tillhör arrondissementet Épinal. År 2022 hade Le Thillot 3 198 invånare.

## Befolkningsutveckling
Antalet invånare i kommunen Le Thillot
| Referens: INSEE |